# Dilatancia
La dilatancia es una propiedad de los materiales utilizada frecuentemente para describir el incremento en volumen de un material granular frente a un esfuerzo de corte. Al aplicar alto confinamiento sobre materiales granulares se puede observar una alteración en su comportamiento, donde a mayor presión se vuelven netamente contractivos, en régimen de altos esfuerzos también puede dar lugar a la ruptura de fragmentos generando así una disminución en la distancia del material.  El índice o razón de dilatancia se representa comúnmente a través del ángulo de dilatancia (Ψ) como:
Ψ = tan-1 (dεv / dγ)
donde,
εv representa la deformación volumétrica y
dγ representa la deformación por corte.
La dilatancia puede obtenerse a través de la realización de un ensayo de corte directo. En el cual se prepara una probeta con el material granular a la cual se le aplica un esfuerzo normal constante, mientras se induce un plano de falla aplicando una fuerza de corte. 